# إيمي هاريس
إيمي هاريس (بالإنجليزية: Amy Harris)‏ هي منافسة ألعاب القوى أسترالية، ولدت في 7 أكتوبر 1980.